# Joseph Lacasse
 (septembre 2013).
Pour les articles homonymes, voir Lacasse.
Joseph Lacasse, né à Tournai en Belgique le 5 août 1894 et mort à Paris le 26 octobre 1975, est un artiste peintre et sculpteur belge naturalisé français.

## Biographie

### Sa jeunesse
Joseph Lacasse naît le 5 août 1894, à Tournai, dans une famille ouvrière très pauvre. Ses parents comme ses deux sœurs connaîtront le sort difficile des travailleurs manuels issus du prolétariat ouvrier : la précarité y est de règle. Il se déclare « fils d’ouvrier militant socialiste, ouvrier carrier et militant (lui)-même ». Son ami, l’écrivain Georges Delizée, précisera plus tard que s'il fréquente l’école primaire jusqu’à l’âge de onze ans, il n’ alla guère à l’école car « il allait errer au gré de la fortune. Il courait les rues, sautait les ruisseaux. Il se battait aussi ».
Sur les conseils de ses maîtres, son père le retire de l’école après sa première communion (il est encore presque analphabète à 11 ans) et le met en apprentissage chez un entrepreneur de peinture. Cependant son don inné pour la peinture décorative et le dessin, la couleur et l’art pictural conduiront son père à l’inscrire à l’âge de douze ans l'Académie des beaux-arts de la ville de Tournai (fin 1906). Il figure sur ses registres jusqu’en 1921, tout en exerçant dans la limite du temps disponible une activité professionnelle lui permettant de subvenir à ses besoins matériels et à ceux de sa famille. Il travaillera également chez un décorateur tournaisien réputé Charles Hourdequin qui le formera à diverses techniques picturales.
Il connaît aussi comme ses compatriotes la dureté de l’occupation militaire allemande pendant toute la Grande Guerre. 
Il effectue ensuite son service militaire (dans un contingent spécial) avec Georges Delizée à Gand (en 1919-1920), puis s’inscrit à l’Académie royale des beaux-arts de Bruxelles en 1921/1922. Il y rencontre sa future épouse Stéphanie Lupsin, artiste elle aussi, fille d’un important galeriste bruxellois.

### L'entre deux guerres
Joseph Lacasse effectue ensuite plusieurs voyages en Italie, Espagne, Bretagne et Paris où il s’installe définitivement en 1925, rue Mazarine dans le 6e arrondissement. Il y retrouvera quelques mois deux anciens condisciples tournaisiens Jean Leroy et Marcel Degand. Il travaille un moment pour Maurice Denis et rencontre de nombreuses personnalités du milieu culturel chrétien. Il est en contact avec d’autres artistes dont Robert Delaunay pour lequel il éprouve une vive admiration.
Il se marie en juillet 1927. Il achète pour ses parents une petite maison à Tournai avec le produit de son travail et de ses expositions (dont deux expositions dans le Nord de la France début 1928, à Roubaix (Galerie Dujardin) et à Mons-en-Barœul, qui connaissent un réel succès). Il la restaure et y peint des fresques murales encore visibles.
Il revient, courant 1928, à Paris, avec son épouse, 11, impasse Ronsin à Montparnasse où il rencontre de nombreux artistes peintres et sculpteurs dont son voisin et ami Constantin Brancusi. Au cours de cette période, il se lie d’amitié avec deux écrivains qui partagent la même sensibilité : Robert Garric des Équipes sociales et surtout Henry Poulaille écrivain « prolétarien ».
Il connaît un réel succès comme peintre de thèmes religieux à caractère social. Un industriel roubaisien M. Welcomme le finance pour couvrir de fresques la chapelle Saint-Dominique de Juvisy-sur-Orge. Elle sera inaugurée en 1931. Sa petite fille qui vient de naître y est baptisée. Mais la représentation des thèmes choisis déplaisent à certains paroissiens et aux autorités ecclésiastiques. En décembre, l’évêque de Versailles Mgr Roland-Gosselin les fait lessiver. Le peintre et son mécène intentent un procès au civil qu’ils perdront en appel en 1934. Lacasse perd commandes et soutiens. Ulcéré, ruiné, Il renonce à ce type de peinture et se tourne résolument vers le non figuratif. Il doit surtout exercer à nouveau d’autres métiers (dont celui de fort des Halles) pour nourrir sa famille.
Pendant cette même période, il crée dans son atelier de l’impasse Ronsin la galerie L'Équipe, sorte de maison de la culture avant l’heure (conférences, expositions, théâtre) en dehors des circuits officiels. Sous l’impulsion de Poulaille, L’Équipe déménage en 1937 au 79, boulevard du Montparnasse. Une revue sera même créée en 1939, mais seuls trois numéros seront publiés, car de nouveau la guerre va « tout chambouler ».

### La Seconde Guerre mondiale
En juin 1940, Joseph Lacasse est à Bordeaux. Quoique de nationalité belge, il décide de suivre l’appel du 18 juin du général de Gaulle et quitte Bordeaux le 23 en bateau pour rejoindre les Forces françaises libres, à Londres. En octobre 1941, est créé un centre de rééducation par des activités manuelles et artistiques, pour militaires (français) blessés ou invalides à Finedon Hall (en) (Northamptonshire) avec le colonel Pierre Baranger. Il s'en voit confier la direction technique. Puis en 1943, il part enseigner sculpture et céramique à Stoke-on-Trent, cité anglaise du Staffordshire connue pour sa poterie. Il ne quitte la Grande-Bretagne, non sans difficulté, que fin 1945. Pendant ces cinq années de guerre, il semble avoir cessé toute activité picturale personnelle (peinture et dessin). Pendant cette même période, il reste sans nouvelle de sa famille. Sa fille a été envoyée en Belgique chez les grands parents. Son épouse restée impasse Ronsin, est arrêtée le 30 janvier 1941 pour faits de Résistance (réseau d'Estienne d'Orves). Elle reste huit mois à la prison du Cherche-Midi et échappe de peu à la peine capitale.

### L'après guerre
Le retour est difficile : « la guerre a tout fichu par terre » écrit-il. Il se rend compte que le milieu artistique parisien a continué sans lui, qu'il est oublié, qu’il doit tout recommencer. Dans un moment de déprime, il détruit de nombreuses toiles d’avant guerre. Il reprend un moment le travail aux Halles... Lacasse est naturalisé français en 1947.
Encouragé par son épouse et ses amis, poussé par son caractère volontaire et dynamique, il reprend le dessus. Il peint de plus belle et ne s’arrêtera plus. Il se fait connaître (et reconnaître) comme peintre abstrait original et de qualité. À partir de 1951, les expositions vont se succéder : Paris, puis Sao Paulo, la République fédérale d'Allemagne, les États-Unis, etc.
En 1959 (il a 65 ans), le critique d’art belge Maurits Bilcke « découvre » à Tournai, les œuvres pré-abstraites et le cubisme de sa jeunesse. Lacasse devient célèbre dans son pays natal, en même temps que naît un début de polémique. De fait, certains experts ne sont pas convaincus des dates des œuvres pré-abstraites de l'artiste, qui les aurait alors antidatées. 
En 1964, il quitte pour cause d’expropriation l’impasse Ronsin. Il s’installe villa Kellermann dans le 13e arrondissement, actuellement jardin du Moulin-de-la-Pointe. Il connaît désormais une certaine notoriété, et des rétrospectives sont organisées. La période 1970/1975 le verra honoré à plusieurs reprises. Ce sera tout d’abord en 1970, lors de l’inauguration de l’hôtel de ville de Tournai à l’occasion de sa restauration et de la rétrospective de son œuvre à la Halle aux Draps. Puis l’inauguration de l’agence de la banque Paribas dans la même ville en 1973 par le premier ministre belge et enfin en 1974, l’édition par le fonds Mercator d’un somptueux ouvrage Joseph Lacasse par lui-même.
Mais, c’est aussi son « chant du cygne » : après une courte maladie, il meurt le 26 octobre 1975 à Paris. Il sera inhumé quelques jours plus tard dans sa ville natale où son épouse le rejoindra en 1980.

## Quelques citations de Lacasse
- « L’artiste est un créateur, mais il ne peut rien créer sans qu’on reconnaisse la réalité dont il se nourrit. Son œuvre reflète le milieu qu’il respire; l’intelligence se manifeste, éclaire son œuvre plus lumineuse,plus vraie que les objets réels. Et pour cela il ne suffit pas d’une inspiration attentive de la nature. »
- « C’est au fond des carrières que j’ai appris à écouter et à voir la roche s’ouvrir semblable à une fleur...Je rêvais devant les blocs de pierre ruisselants de pluie aux couleurs scintillantes...c’est cette conscience que j’ai conservé jalousement et qui m’a permis d’évoluer doucement mais sûrement vers la lumière si nécessaire aux formations des taches de couleur. »
- « La véritable abstraction présente une autre phase annonciatrice de l’art pur et de la liberté d’invention en peinture...En renonçant totalement à l’inspiration terrestre, Klee fut un des premiers à réaliser la tache infiniment plus difficile, de peindre une beauté imprévue par le seul moyen de l’âme et par l’intuition d’ordre cosmique...je m'incline devant ce génie allemand...Sa vie entière fut un dur labeur pour conquérir la beauté et développer ici-bas la richesse spirituelle. Et dire qu’il s’est éteint dans une obscure misère. »
- « Dans la création, le moment esthétique est cet instant si court qu’il est, à mon avis, hors du temps. C’est une des raisons (qui démontre) que le moment esthétique est un moment de vision mystique. »
- « Quelle attitude avoir devant l’œuvre d’art ? Se taire ? Ah! oui, se taire d’abord et méditer. Puis en chercher les qualités. Si, au début, certains défauts vous ont frappé, vous vous apercevrez ensuite que ces singularités choquantes sont la clef secrète de l’œuvre... »
- « Voir avec les yeux de l'âme ce que l'esprit construit quand l'œil rêve. »

## L'œuvre de Joseph Lacasse
Il est difficile de définir et de décrire l’œuvre : elle se caractérise en effet par la variété, la créativité, la richesse, et le sens de la couleur auxquels on peut ajouter une tendance à la simplification des formes. Joseph Lacasse a exercé diverses techniques : la sculpture, les arts du feu, la tapisserie, mais surtout la peinture sous ses nombreux procédés (crayon, fusain, gouache, encre, pastel, lavis, huile, etc.). Elle est selon les périodes figurative, cubiste ou non figurative.

### Œuvres figuratives et cubistes
Les thèmes sont assez proches : ils ont souvent un caractère social et/ou religieux. On y retrouve le monde ouvrier, celui des carrières et des fours à chaux du tournaisis, et les thèmes chrétiens traditionnels. Delizée parle d’œuvres « mystico-réalistes » (Un peintre du Pays Blanc mai 1927 - Éditions du Blanc Moulin).
Des œuvres très “expressives” abordent également le monde des clowns, des poupées, des processions etc.
Enfin, d’autres, souvent d’une facture assez particulière, au dessin très simplifié parfois à la limite du cubisme ou du non figuratif, portent sur « le pays blanc » (le tournaisis était “blanchi” par la poussière provenant du travail de la roche calcaire et des fours à chaux).
Il existe très peu d’œuvres figuratives réalisées après l'année 1931 qui semble bien avoir constitué une rupture forte dans son évolution picturale (épisode des fresques de Juvisy).
Son cubisme, de belle facture est assez original. Il reprend les mêmes thèmes, mais y ajoute d’autres plus spécifiques : les natures mortes (pichet, pommes, poires, fruits), ou des thèmes ludiques ou sportifs (cyclistes, joueurs de cartes...), des visages, des autoportraits...

### Œuvres non figuratives
Par définition, il convient pour le non figuratif (la peinture dite abstraite) de parler de périodes ou de techniques particulières plus que de thèmes. Pourtant de nombreuses œuvres sont en relation étroite avec le monde minéral qu’il a côtoyé lors de son enfance et sa jeunesse dans les carrières du tournaisis. Soit par leur forme angulaire, soit par leurs titres : « cailloux », « carrière blanche », « reflets », « radiation »... De même, il reste parfois une réminiscence de son œuvre figurative religieuse au travers de certains titres : Le Verbe, L’Élan, Création, Nativité, La Foi, etc.
Parmi les diverses périodes, on peut distinguer des phases particulières assez reconnaissables et des évolutions significatives : les cailloux, les forêts en marche, la période Italie, les œuvres tachistes, les balancements, l’abstraction lyrique, et, en fin de vie, des œuvres toujours très colorées mais plus sereines à tendance géométrique. Il convient aussi de ne pas oublier les nombreux collages, le travail du polystyrène en relief et des lithographies.

### Quelle école?
« Ne se rattachant à aucune chapelle, fuyant polémiques et militantisme formel (Lacasse) travaille dans un isolement qu’aucun critique ne viendra violer. » (Lydia Harambourg, Dictionnaire des Peintres de l’École de Paris 1945/1965).
Ou encore, « Travaillant à l’écart des coteries et des cénacles, replié sur lui-même, et se satisfaisant en ours... Dans ce mouvement novateur, Lacasse qui n’aura pu se montrer que tardivement n’(en) était pas moins un des ardents pionniers et bien des peintres hantèrent autrefois son atelier. J’y pus voir Delaunay... » (Revue Arts n° 35 du 6 avril 1951, par Henry Poulaille).
Pourtant Lacasse lui-même déclare « être de son temps ». On peut donc pour l’après-guerre le rattacher tant à l’École de Paris qu’à l’Abstraction Lyrique.